# إلى الشمال (فلم)
إلى الشمال (بالإنجليزية: Up North) هو فيلم دراما نيجيري صدر سنة 2018، وهُو من إنتاج كُل من (بالإنجليزية: Anakle Films) و(بالإنجليزية: Inkblot Productions)، وإخراج توبي أوشين. كتب سيناريو الفيلم ناز أونوزو وبونمي أجاكاي، بناءً على قصة من إيديتي إفيونغ. الفيلم من بطولة كُل من بانكي ويلينغتون ورحمة ساداو وأديسوا إتومي وآخرون. صُورت أحداث الفيلم بشكل أساسي في بوتشي، مع تصوير مشاهد أُخرى لمُدة أسبوع واحد في لاغوس.

## طاقم التمثيل
- بانكي ويلينغتون في دور باسي أوتيكونغ.
- رحمة سداو في دور مريم.
- كانايو أو كانايو في دور الزعيم أوتيكونغ.
- أديسوا إتومي في دور زينب.
- ميشيل ديدي في دور إدارا أوتيكونغ.
- هيلدا دوكوبو بدور السيدة أوتيكونغ.
- إبراهيم سليمان في دور صادق.
- رقية عطا في دور المُدير حسن.
- أكين لويس في دور أوتونبا.

## روابط خارجية
مقالات تستعمل روابط فنية بلا صلة مع ويكي بيانات